# Fábio Santos (ur. 1985)
Fábio Santos, właśc. Fábio Santos Romeu (ur. 16 września 1985 w São Paulo) – brazylijski piłkarz pochodzenia portugalskiego występujący na pozycji lewego obrońcy.

## Kariera klubowa
Fábio Santos piłkarską karierę rozpoczął w São Paulo FC, którego jest wychowankiem w 2003. W barwach zespołu z São Paulo zadebiutował 6 sierpnia 2003 w zremisowanym 1-1 meczu w lidze brazylijskiej z Cruzeiro EC. W 2005 roku Fábio Santos zdobył swoje pierwsze w karierze trofeum – Copa Libertadores 2005 (Fábio Santos wystąpił w tylko w końcówce drugiego meczu finałowego z Athletico Paranaense). Kilka miesięcy później zdobył Klubowe Mistrzostwo Świata, po zwycięstwie w finale z Liverpoolem (Fábio Santos był na turnieju rezerwowym i nie wystąpił w żadnym meczu).
Latem 2006 rozpoczął się długoletni okres wypożyczeń Fábio Santosa. W latach 2006–2007 był wypożyczony do japońskiej Kashimy Antlers. W J.League zadebiutował 19 lipca 2006 w przegranym 2-4 meczu z Kawasaki Frontale. Pobyt w lidze japońskiej zakończył bilansem 20 meczów, w których zdobył 3 bramki. W 2007 powrócił do Brazylii, gdzie występował w Cruzeiro EC. Pobyt w Cruzeiro był nieudany i na początku 2008 został zawodnikiem AS Monaco. W Ligue 1 zadebiutował 5 kwietnia 2008 w wygranym 2-0 meczu z RC Strasbourg. Pobyt w Monaco trwał tylko kilka miesięcy i zakończony został bilansem 5 meczów i 1 bramki. Latem 2008 Fábio Santos trafił na wypożyczenie do Santosu FC.
W 2009 Fábio Santos zmienił wreszcie klub i został zawodnikiem Grêmio Porto Alegre. Z Grêmio zdobył mistrzostwo stanu Rio Grande do Sul – Campeonato Gaúcho w 2009. W 2011 został zawodnikiem Corinthians Paulista. W nowych barwach zadebiutował 30 stycznia 2011 w zremisowanym 2-2 meczu z São Bernardo FC w lidze stanowej. Już w pierwszym swoim sezonie zdobył z Timão mistrzostwo Brazylii. W 2012 zdobył z Corinthians pierwszy w jego historii Copa Libertadores (Fábio Santos wystąpił tylko w rewanżowym meczu z Boca Juniors).
| Sezon   | Klub                 | Kraj     | Rozgrywki                     | Mecze | Bramki |
| ------- | -------------------- | -------- | ----------------------------- | ----- | ------ |
| 2003    | São Paulo FC         | Brazylia | Campeonato Brasileiro Série A | 12    | 0      |
| 2004    | São Paulo FC         | Brazylia | Campeonato Brasileiro Série A | 28    | 1      |
| 2005    | São Paulo FC         | Brazylia | Campeonato Brasileiro Série A | 13    | 1      |
| 2006    | São Paulo FC         | Brazylia | Campeonato Brasileiro Série A | 2     | 0      |
| 2006    | Kashima Antlers      | Japonia  | J.League                      | 20    | 3      |
| 2007    | Cruzeiro EC          | Brazylia | Campeonato Brasileiro Série A | 4     | 0      |
| 2007/08 | AS Monaco            | Francja  | Ligue 1                       | 5     | 1      |
| 2008    | Santos FC            | Brazylia | Campeonato Brasileiro Série A | 5     | 0      |
| 2009    | Grêmio Porto Alegre  | Brazylia | Campeonato Brasileiro Série A | 20    | 1      |
| 2010    | Grêmio Porto Alegre  | Brazylia | Campeonato Brasileiro Série A | 23    | 1      |
| 2011    | Corinthians Paulista | Brazylia | Campeonato Brasileiro Série A | 27    | 0      |
| 2012    | Corinthians Paulista | Brazylia | Campeonato Brasileiro Série A |       |        |

## Kariera reprezentacyjna
Fábio Santos w reprezentacji Brazylii zadebiutował 19 września 2012 w wygranym 2-1 meczu Superclásico de las Américas z reprezentacją Argentyną.
Wcześniej Fábio Santos występował reprezentacji Brazylii do lat 20. W 2005 uczestniczył w Mistrzostwach Świata U-20, na których Brazylia zajęła trzecie miejsce. Fábio Santos wystąpił we wszystkich siedmiu meczach z Nigerią, Szwajcarią, Koreą Południową, Syrią, Niemcami, Argentyną i Marokiem.